# 장제로
장제로(長堤路, Jangje-ro)는 인천광역시 부평구 부평동 동수지하차도잇는 경기도 김포시 풍무동 유현사거리를 잇는 도로이다. 도로 명칭은 이 지역의 옛 명칭인 장제군에서 유래되었다.

## 주요 특징
본래는 1980년대 후반 이전까지만 해도 존재하지 않은 도로였다. 이후 부평구 삼산동과 만월산터널 앞을 연결한 도로가 개통되었고 계산 택지지구의 입주에 따라 직선 도로로 완성되었다. 본래 이 도로는 지방도 제307호선의 일부이다. 계양역부터 임학역까지 인천 도시철도 1호선이 따라 다니는 노선으로 현재는 계산택지를 이어줄 뿐만 아니라 그 옆에 있는 계양3동의 귤현택지와도 연결된다. 까치말사거리의 경우 봉오대로와 직선으로 가는 인천축 간선급행버스체계 정류장이 작전서운동 방면에 있으며 이 도로의 지선은 작전서운동 ~ 박촌동 일대는 서부간선로를, 귤현역 부근에서 계양대교까지는 만봉길이다.

## 역사
- 2009년 7월 10일 : 2개 이상 시·도에 걸쳐 있는 도로로 장제로를 고시[1]
- 2010년 2월 25일 : 경기도 김포시 유현사거리 ~ 사우동 신사우사거리 구간을 풍무로로 분할[2]

## 주요 경유지
인천광역시
- 부평구 (부평동 · 부개동 · 갈산동 · 삼산동 · 갈산동 · 삼산동 · 갈산동) - 계양구 (작전동 · 계산동 · 용종동 · 임학동 · 병방동 · 방축동 · 박촌동 · 장기동 · 갈현동 · 오류동) - 서구 원당동

경기도
- 김포시 (고촌읍 · 풍무동)

## 노선

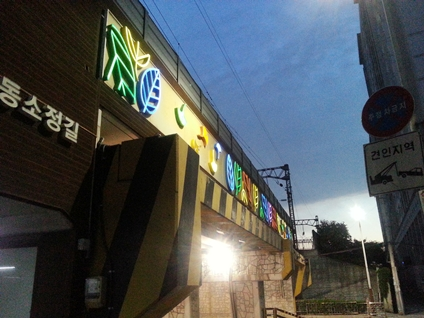
장제로를 가로질러 놓인 경인철도의 조명 장식

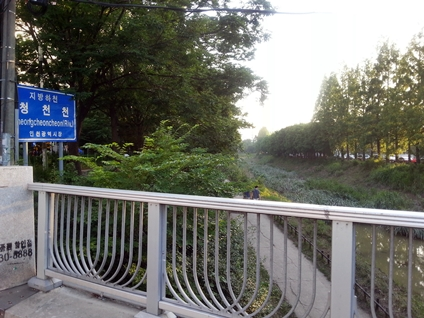
청천천. 서부1교는 청천천을 지난다.

| 이름                          | 접속 노선                             | 소재지                    | 소재지              | 비고            |
| 호구포로와 직결               | 호구포로와 직결                       | 호구포로와 직결           | 호구포로와 직결     | 호구포로와 직결 |
| ----------------------------- | ------------------------------------- | ------------------------- | ------------------- | --------------- |
| 동수지하차도                  | 동수로                                | 인천광역시                | 부평구              |                 |
| 동소정사거리                  | 국도 제46호선 (경인로)                | 인천광역시                | 부평구              |                 |
| 굴다리오거리                  | 경원대로 대정로 부일로 충선로         | 인천광역시                | 부평구              |                 |
| (스위트홈오피스텔)            | 부평문화로                            | 인천광역시                | 부평구              |                 |
| 부흥오거리                    | 부흥로 시장로                         | 인천광역시                | 부평구              |                 |
| (더필잎요양병원)              | 부흥북로                              | 인천광역시                | 부평구              |                 |
| (수협 부평지점)               | 길주남로                              | 인천광역시                | 부평구              |                 |
| 신복사거리 (굴포천역)         | 길주로                                | 인천광역시                | 부평구              |                 |
| 굴포4교 남단                  | 체육관로                              | 인천광역시                | 부평구              |                 |
| 굴포4교                       |                                       | 인천광역시                | 부평구              |                 |
| 갈삼사거리                    | 굴포로                                | 인천광역시                | 부평구              |                 |
| 서부1교                       |                                       | 인천광역시                | 부평구              |                 |
| 삼산사거리                    | 평천로                                | 인천광역시                | 부평구              |                 |
| (이름 없음)                   | 부평북로                              | 인천광역시                | 부평구              | 장제고가교 구간 |
| 장제고가교                    |                                       | 인천광역시                | 부평구              | 장제고가교 구간 |
| 계양구                        |                                       | 인천광역시                |                     | 장제고가교 구간 |
| 메뜰사거리                    | 국도 제6호선 국도 제77호선 (아나지로) | 인천광역시                |                     | 장제고가교 구간 |
| 화전사거리                    | 효서로                                | 인천광역시                |                     |                 |
| 까치말사거리                  | 봉오대로                              | 인천광역시                |                     |                 |
| (계양CGV)                     | 도두리로 장제로743번길                | 인천광역시                |                     |                 |
| 계양구청사거리 (계양지하차도) | 계산새로                              | 인천광역시                |                     |                 |
| 임학사거리                    | 경명대로                              | 인천광역시                |                     |                 |
| 임학역                        |                                       | 인천광역시                |                     |                 |
| (인천병방초등학교)            | 계양산로 병방로                       | 인천광역시                |                     |                 |
| 박촌역                        |                                       | 인천광역시                |                     |                 |
| (박촌주유소)                  | 동양로                                | 인천광역시                |                     |                 |
| 박촌동                        | 서부간선로                            | 인천광역시                |                     |                 |
| 서낭당고개 귤현역             |                                       | 인천광역시                |                     |                 |
| (계양역입구)                  | 다남로                                | 인천광역시                | 계양대교 구간       |                 |
| (귤현남나루)                  | 정서진로                              | 인천광역시                | 계양대교 구간       |                 |
| 계양대교                      |                                       | 인천광역시                | 계양대교 구간       |                 |
| 장기사거리                    | 드림로                                | 인천광역시                | 계양대교 구간       |                 |
| (계양1동우체국)               | 장기로 장기서로                       | 인천광역시                | 계양대교 구간       |                 |
| (인천인혜학교)                | 황어로                                | 인천광역시                |                     |                 |
| 원당1교                       |                                       | 서: 인천광역시 동: 김포시 | 서: 서구 동: 고촌읍 |                 |
| 이화삼거리                    | 유현2로                               | 서: 인천광역시 동: 김포시 | 서: 서구 동: 고촌읍 |                 |
| 원당교                        | 유현1로                               | 서: 인천광역시 동: 김포시 | 서: 서구 동: 고촌읍 |                 |
| 원당교                        | 유현1로                               | 서: 인천광역시 동: 김포시 | 서: 서구 동: 풍무동 |                 |
| 유현사거리                    | 원당대로 유현로                       | 서: 인천광역시 동: 김포시 |                     |                 |
| 풍무로와 직결                 |                                       |                           |                     |                 |

## 주요 건물 및 시설
- 한국마사회 인천부평지사 (인천광역시 부평구 장제로 54)
- 힘찬병원 부평점 (인천광역시 부평구 장제로 78)
- 스위트홈오피스텔 (인천광역시 부평구 장제로 100)
- 동부빌딩 (인천광역시 부평구 장제로 138)
- 인천바오로병원 (인천광역시 부평구 장제로 145)
- 인천나누리병원 (인천광역시 부평구 장제로 156)
- 더필잎요양병원 (인천광역시 부평구 장제로 175)
- 부평어울림센터 (인천광역시 부평구 장제로 235)
- 부평굴포누리 기후변화체험관 (인천광역시 부평구 장제로 267)
- 순복음부평교회, 한국선교역사기념관 (인천광역시 부평구 장제로 393)
- 한림병원 (인천광역시 계양구 장제로 722)
- 메트로몰 (인천광역시 계양구 장제로 738)
- 인천계양소방서, 작전119안전센터 (인천광역시 계양구 장제로 774)
- 한국국토정보공사 인천북부지사 (인천광역시 계양구 장제로 805)
- 롯데마트 계양점 (인천광역시 계양구 장제로 822)
- 계양2동행정복지센터 (인천광역시 계양구 장제로 853)
- 임학치안센터 (인천광역시 계양구 장제로 855)
- 임학역 (인천광역시 계양구 장제로 지하875)
- 임학중학교 (인천광역시 계양구 장제로 894)
- 인천계양2동우편취급국 (인천광역시 계양구 장제로 922)
- 홈마트 인천계양점 (인천광역시 계양구 장제로 930)
- 계양구청소년수련관 (인천광역시 계양구 장제로 937)
- 인천양촌초등학교 (인천광역시 계양구 장제로 954)
- 인천세원고등학교 (인천광역시 계양구 장제로 966)
- 계양농협 (인천광역시 계양구 장제로 989)
- 박촌역 (인천광역시 계양구 장제로 지하992)
- 귤현역 (인천광역시 계양구 장제로 1136)
- 인천계양초등학교 (인천광역시 계양구 장제로 1288)
- 인천인혜학교 (인천광역시 계양구 장제로 1304)